# Langley Vale Timber Tramway
| 18 t schwere Climax-Lokomotive der A-Klasse |         |                                    |                                    |
| Streckenlänge: | 20 km   |                                    |                                    |
| Spurweite: | 1270 mm |                                    |                                    |
| Maximale Neigung: | 125 ‰   |                                    |                                    |
| |         |                                    |                                    |
| \| \| \| Lansdowne River \| \| \| \| Sägemühle bei Lansdowne \| \| \| \| Cross’s Mountain \| \| \| \| Razorback \| \| \| \| 2 Steilstrecken bergab und bergauf \| \| \| \| Westhang des Hannam Vale \| |         |                                    |                                    |
| |         | Lansdowne River                    |                                    |
| Betriebs-/Güterbahnhof Streckenanfang (Strecke außer Betrieb) |         | Sägemühle bei Lansdowne            | Sägemühle bei Lansdowne            |
| Strecke (außer Betrieb) |         | Cross’s Mountain                   | Cross’s Mountain                   |
| Strecke (außer Betrieb) |         | Razorback                          | Razorback                          |
| Strecke (außer Betrieb) |         | 2 Steilstrecken bergab und bergauf | 2 Steilstrecken bergab und bergauf |
| |         | Westhang des Hannam Vale           |                                    |

Die Langley Vale Timber Tramway war eine von 1897 bis 1933 betriebene 20 Kilometer lange Schmalspur-Waldbahn mit meist hölzernen Schienen mit einer Spurweite von 4 Fuß 2 Zoll (1270 mm) bei Lansdowne im Manning River Valley, nördlich von Taree, New South Wales.

## Streckenverlauf
Die Strecke führte von der Sägemühle über Bergstrecken mit einer Steigung von bis zu 12,5 % (1 : 8), über grob behauene Buschbrücken von bis zu fünfzig Metern Länge, über Cross’s Mountain, über den Razorback, eine Steilstrecke hinunter und eine andere hinauf bis an den Westhang des Hannam Vale, etwa 365 m oberhalb der Sägemühle. Die Bergauffahrt dauerte normalerweise weniger als 3–4 Stunden.
In dem Staatswald und dem Privatwald von William Langley wurden Blackbutt-Eukalypten, Tallowwood-Eukalypten, Grey Gum, Flooded Gum, Bloodwood, White Mahogany, Turpentine und Brush Box aber keine Ironbark-Eukalypten abgeholzt.

## Betrieb
Die Waldbahn und die Sägemühle gehörten William Edwin Langley (* 3. Februar 1860 in Shoalhaven; † 11. November 1946 in Taree). Er arbeitete ab 1879 in Unternehmen seines Vaters (später Langley Bros.), nachdem er zuvor als Zimmermann gearbeitet hatte. Sein neues Sägewerk wurde am 3. Juli 1902 eröffnet. Im April 1931 wurde er Präsident der Timber Merchants Association.

## Lokomotive

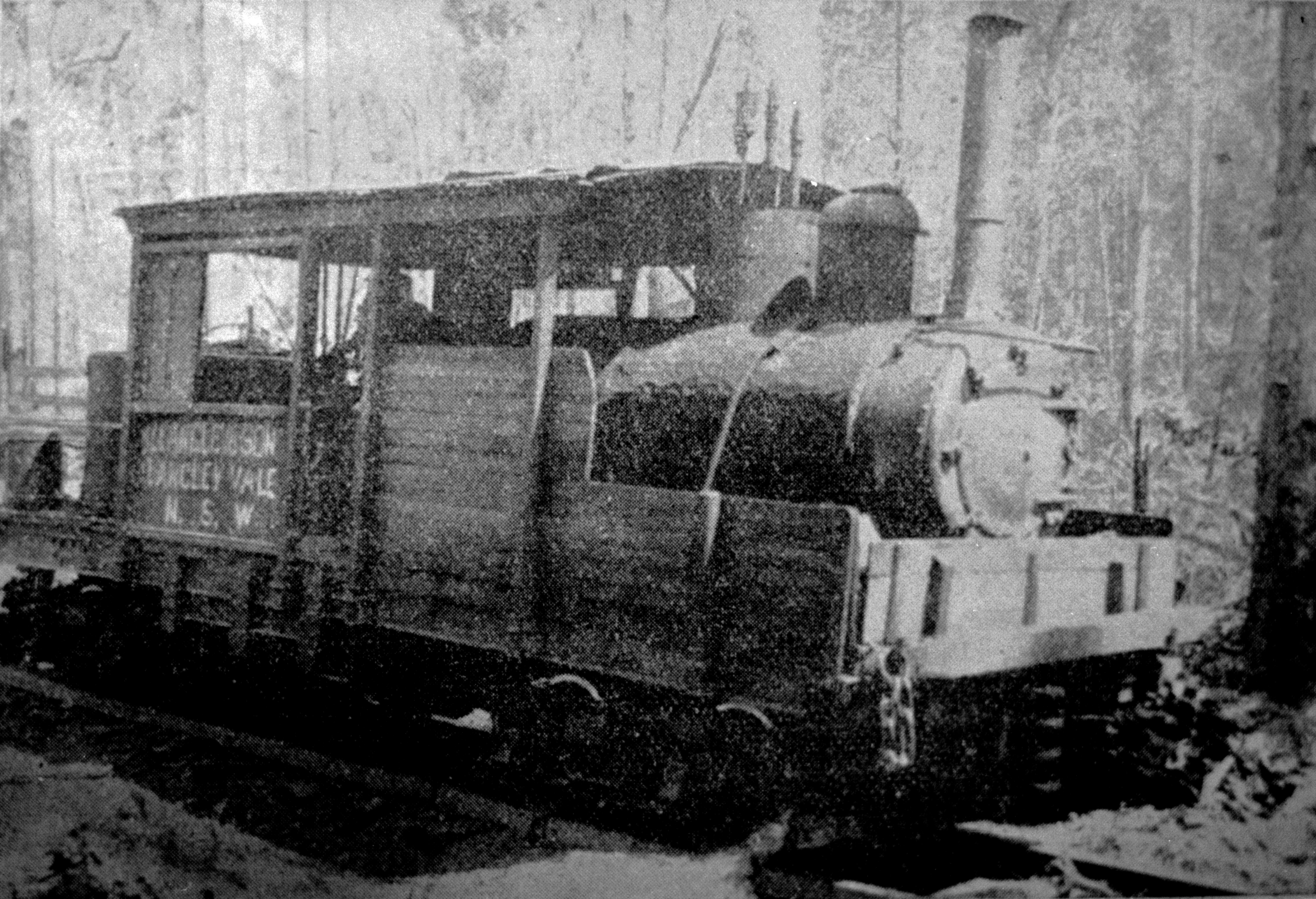
Climax-Lokomotive mit Aufschrift W. Langley & Son, Langley Vale, N.S.W.

Ab 1912 wurde die 18 t schwere Climax-Lokomotive der A-Klasse mit der Seriennummer x38 von 1912 eingesetzt. Sie wurde ab November 1933 bei Smith & Ellis Ltd. in Langley Vale eingesetzt. 1942 wurde sie auf 3 Fuß 6 Zoll (1067 mm) umgespurt und bei der Circular Head Amalgamated Timber Co. in Smithton, Tasmanien eingesetzt. Dort wurde sie 1971 zerlegt und verschrottet.

## Denkmalschutz
Die Trasse der Langley Vale Tramway führt dem Rock Creek entlang unter anderem durch die Forst-Abteilungen Nr. 193, 194 und 195. Der ehemalige Streckenverlauf ist auf der Betriebskarte des Holzernteplans dargestellt. In diesen Abteilungen befinden sich entlang der ehemaligen Waldbahntrasse noch Brückenreste, Bahndämme und Einschnitte. Ziel der bestehenden Vorschriften zum Denkmalschutz ist es, alle wesentlichen Überreste von Erdbauwerken und der Infrastruktur, insbesondere Einschnitte, zu erhalten.
Bauwerke im Bereich der Waldbahntrasse dürfen beim Fällen und Rücken von Bäumen nicht zerstört werden. Wenn entlang der Waldbahntrasse ein Einschnitt vorhanden ist, dürfen dort keine Bäume gefällt werden. Wenn aber ein Baum versehentlich auf die Trasse fällt, kann er entfernt werden, wenn das ohne Beschädigung des Einschnittes durchgeführt werden kann. Es dürfen keine Maschinen auf der Trasse fahren, es sei denn, sie überqueren die Waldbahntrasse an einer Stelle, an der sie auf gleicher Höhe wie der Erdboden verläuft, d. h. wenn keine wesentlichen Erdwerke vorhanden sind. Das Rücken von Bäumen mit einer Seilwinde auf der Waldbahntrasse ist nicht gestattet.

## Weiterführende Literatur
- The Langley Vale tramway – Part 1, 1897–1912 (New South Wales). Light Railways Nr. 226, August 2012.
- The Langley Vale tramway – Part 2, 1912–1933 (New South Wales). Light Railways Nr. 227, Oktober 2012.
- Ian McNeil: Langley Vale Tramway. Cundletown Museum.

## Videos
- Forest Wealth, 1925. Forestry Commission, 1991. Version von 2012, sowie identische Version von 2013
- Forest Wealth, 1924. 20 min lange vertonte Version von 1980